# Initng
Initng è il candidato sostituto di init, un programma che avvia sistemi Unix e Unix-like. Esso è tuttavia in stadio di sviluppo, ma già molte persone ne sostengono l'utilizzo. Ci sono pacchetti per varie distribuzioni come Debian, Ubuntu e Fedora Core, e anche ebuild per Gentoo.
Jimmy Wennlund è il creatore di Initng ed è l'attuale maintainer.

## Caratteristiche
Initng è progettato per essere compatibile con System V. Infatti oggi si ritiene che l'init di System V (usato oggi dalla stragrande maggioranza delle distiruzioni GNU/Linux sia superato. Il sito ufficiale di Initng definisce il progetto come "L'init system di prossima generazione".
Init è il primo processo richiamato dal kernel, ed è il responsabile dell'inizializzazione di ogni altro processo: normalmente init avvia processi secondo un ordine prestabilito, e avvia un nuovo processo solo quando l'inizializzazione del precedente si è conclusa. 
Initng invece avvia un processo non appena i processi da cui dipende sono stati attivati, in questo modo può avviare certi processi parallelamente. È progettato per incrementare significativamente la velocità di boot dei sistemi unix-compatibili avviando i processi in modo asincrono. Gli utenti di Initng affermano inoltre che fornisce più statistiche e un migliore controllo del sistema.